# فاطمة حاسي
فاطمة حاسي كاتبة و شاعرة مغربية ولدت في عام 1983م في مدينة مراكش

## المؤهلات العلمية
- حاصلة على بكالوريا علوم، سنة 2002م.
- حاصلة على دبلوم تربية وتكوين سنة 2004م..

## نبذه عن حياتها
بدأت الكتابة في المرحلة الثانوية بتشجيع من مدرسها وساعدتها مطالعة الروايات وكتب الشعر لشعراء كبار مثل نزار قباني و محمود درويش و امل دنقل وغيرهم على النبوغ وتغذية أسلوبها..وأصبحت قصائدها متنوعة ما بين الحب والإنسانية وهموم الإنسان بشكل عام والمغربي والعربي بشكل خاص ..

## أصدارات
| # | الكتاب                         | جهه الإصدار                                | صورة الغلاف |
| - | ------------------------------ | ------------------------------------------ | ----------- |
| 1 | ديوان كنت قصيدتي التي لم تكتمل | مؤسسة آفاق للدراسات والنشر والاتصال بمراكش |             |

## مقتطف من قصائدها الشعرية
| ذات شوق وانتظار |

| فاطمة حاسي | الساعة الآن العاشقة ليلا بتوقيت العشق والغرام قلب يتمرغ يتحدث دون كلام روح ثائرة في جنبات الذات لا توقفها نجوم الليل لا همس الظلام الساعة الآن الجالسة.. بعد منتصف الشوق والانتظار قلب يتلوى حنينا يراوغ منكسر الحيلة عله يتقن الفرار روح أنهكها الأرق بعثرتها الوحدة مزقتها أسهم البوار الساعة الآن الذابلة فجرا بتوقيت الوجع والغياب قلب يروح ويجيء بائِسُ العينين تائه بين الحقيقة والسراب روح خاشعة في محراب الحب تتلو صلاة اللقاء.. | فاطمة حاسي |